# Gausfred I d'Empúries-Rosselló
Gausfred I d'Empúries-Rosselló (900 - 991) va ser comte d'Empúries i Rosselló de 931 fins a la seva mort el 991.
Fill del comte Gausbert d'Empúries-Rosselló i de Trudegarda. Va consolidar l'autoritat del llinatge i mantenir junts el Rosselló, Peralada i Empúries. Contribuí a la fundació del Monestir de Sant Pere de Rodes, al qual, junt amb el seu fill Sunyer, bisbe d'Elna, atorgà drets sobre la pesca des del cap Norfeu fins al cap Morrell, drets sobre els naufragis i molts béns i dons prop la mar i en terres empordaneses. Es casà en primeres núpcies amb Ava Guisla de Roergue, probablement filla del comte Raimon de Roergue. D'aquest matrimoni nasqueren:
- Hug I d'Empúries (v 965-1040), comte d'Empúries i comte de Peralada
- Sunyer d'Empúries (?-v 978), bisbe d'Elna
- Guislabert I de Rosselló (?-1013), comte de Rosselló
- Guisla d'Empúries

En segones núpcies es casà amb una donzella anomenada Sibil·la, amb la qual no va tenir descendència. En el seu testament, datat de 989, va dividir els comtats entre dos dels seus fills, així a Hug li va correspondre Peralada i Empúries mentre Guislabert rebia el Rosselló.